# Diocèse de Tiraspol
Le diocèse de Tiraspol ( Dioecesis Tiraspolitanus) est un diocèse de l'Église catholique romaine, de rite latin, qui a été créé le 3 juillet 1848 sous le nom de diocèse de Kherson avant de prendre le nom de diocèse de Tiraspol en 1852. Le diocèse est suffragant de l'archidiocèse de Moguilev.

## Histoire

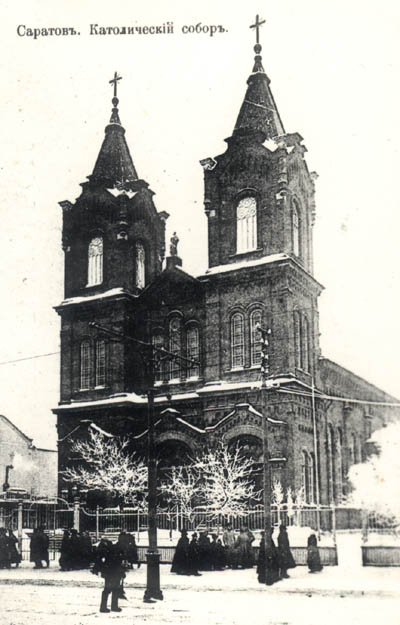
Cathédrale Saint-Clément de Saratov

L'évêque réside à Saratov mais le diocèse a repris le nom de Tiraspol qui avait été le siège du diocèse de Kherson au XIVe siècle. 
Au XVIIIe siècle, la tsarine Catherine II a fait venir en Russie un grand nombre de colons allemands. Sur le demi-million de colons allemands, environ 180 000 étaient catholiques. Ils se sont installés sur les terres fertiles et inhabitées du sud de la Russie, dans la plaine de la Volga et près de la mer Caspienne. La charge spirituelle des colons catholiques a d'abord été assuré par des prêtres qui étaient venus avec eux, mais qui ont succombé assez rapidement aux privations et aux effets du climat. Le gouvernement russe a ensuite fait venir des prêtres de la région de la Baltique. Le tsar Alexandre Ier a ensuite confié la charge spirituelle aux jésuites en 1803, mais ils ont été expulsés de Russie en 1820. Ils ont été remplacés par des prêtres venant de monastères polonais, mais ceux-ci étaient souvent vieux et maîtrisaient mal la langue allemande.
Un concordat est signé entre le Saint-Siège et l'Empire russe en 1847 après des discussions en juin 1847 précisant l'organisation de l'Église catholique dans l'Empire russe avec un archidiocèse et six diocèses, dont le nouveau diocèse de Tirapsol pour les colons allemands catholiques de Russie méridionale. Ce diocèse comprend les territoires de la province de Bessarabie, des gouvernements de Kherson, d'Iekaterinoslav, du Saratov, de Crimée (Tauride), de celui d'Astrakhan, et du Samara.
Une des particularités de ce diocèse était son étendue. Une autre était les diverses nationalités qui le composaient. En plus des colons allemands, il y avait des français et des italiens, outre des Russes, des Polonais, des Arméniens, des Kirghizes, des Circassiens, des Ossètes, des Daghestaniens et d'autres peuples.
Le premier évêque nommé en 1850 est un dominicain allemand, Mgr Ferdinand Helanus Kahn. Il a un évêque auxiliaire Polonais. Après la mort de l'évêque, en 1864, le siège reste vacant pendant 8 ans car des dissensions entre l'Empire russe et le Saint-Siège à la suite de l'insurrection polonaise de 1861-1864 et de la répression russe qui s'est ensuivie contre l'Église catholique avaient entraîné la rupture des communications. Le nouvel évêque, Franz Xaver Zottmann, est nommé en 1872.
Après la disparition de l'Empire russe, en 1917, le régime soviétique a réprimé les organisations religieuses du diocèse, comme les structures de nombreuses autres églises et communautés religieuses. L'évêque a dû quitter la Russie en 1918. Le siège du diocèse est devenu vacant à la mort de l'évêque, en 1933.
En U.R.S.S., le territoire du diocèse se trouve réparti entre la République socialiste fédérative soviétique de Russie, la République socialiste soviétique d'Ukraine et les différentes républiques socialistes soviétiques du Caucase. Pendant la période de la Nouvelle politique économique (NEP), des négociations ont été entamées entre le Saint-Siège et le gouvernement soviétique pour la restauration d'une hiérarchie catholique qui n'ont pu aboutir. La curie romaine a donc laissé en place une hiérarchie "souterraine". Le diocèse est resté inactif, mais existant toujours sur le plan formel. Plusieurs administrations apostoliques "souterraines" ont été créées, pour les Arméniens catholiques, pour le Caucase, à Odessa, en Géorgie à Tbilissi, dans le bassin de la Volga. Pendant la Seconde Guerre mondiale, le Saint-Siège a tenté de restaurer une hiérarchie dans les territoires occupés par l'armée allemande et ses alliés.
En 1921, une partie de son territoire a été attribuée au diocèse d'Iaşi (de), en Roumanie. Une autre partie est attribuée à l'Administration apostolique du sud de la Russie d'Europe le 13 avril 1991. La partie de l'ancien diocèse de Tiraspol se trouvant en Moldavie et Transnistrie (ancienne Bessarabie) est gérée par l'Administration apostolique de Moldovie depuis le 28 octobre 1991. Le territoire se trouvant aujourd'hui en Ukraine a été incorporé dans le diocèse d'Odessa-Simferopol.
Le diocèse a été cessé d'exister le 11 février 2002 quand a été créé le diocèse de Saint-Clément à Saratov, suffragant de l'archidiocèse de la Mère de Dieu à Moscou.

## Évêques du diocèse de Tiraspol
- Ferdinand Helanus Kahn, nommé le 20 mai 1850 jusqu'à sa mort le 18 octobre 1864,
- Franz Xaver Zottmann, nommé le 23 février 1872 jusqu'à sa démission le 28 décembre 1889,
- Anton Johann Zerr, nommé le 30 décembre 1899 jusqu'à sa démission le 6 juin 1902,
- Eduard von der Ropp, nommé le 9 juin 1902 jusqu'au 9 novembre 1903, puis évêque de Vilnius jusqu'au 25 juillet 1917, enfin archevêque de Moguilev jusqu'à sa mort en 1939,
- Joseph Aloysius Kessler, nommé le 20 avril 1904 jusqu'à sa démission le 23 janvier 1930.
  - Johannes Roth, administrateur apostolique du Caucase en 1926, arrêté en 1936, exécuté en 1938,
  - Augustyn Baumtrog, administrateur apostolique de la Volga en 1926, arrêté en 1930,
  - Stefan Demurow, administrateur apostolique de Tbilissi et de la Géorgie en 1926, arrêté en 1937, exécuté en 1938,
  - Aleksander Frison, administrateur apostolique d'Odessa en 1926, évêque titulaire de Limyra (de) ou Limyre en Lycie, arrêté à plusieurs reprises, exécuté en 1937.